# King Kong (attractietype)
King Kong is een attractietype ontwikkeld en gebouwd door Heimotion en HUSS Park Attractions. De attractie is geïnspireerd op de beroemde films met dezelfde naam en het personage King Kong. De eerste King Kong's werden gebouwd in 2009 in het Belgische park Bobbejaanland en het Franse Le PAL.

## Verloop
De passagiers nemen plaats in een wagon die King Kong vast heeft. King Kong takelt de wagon meer dan 12 meter naar boven en begint ermee te schudden. Hij begint rook uit te ademen, maakt geluiden en zijn ogen worden rood. Uiteindelijk plaatst hij de wagon terug op de basis en laat de passagiers uitstappen. De wagon biedt plaats aan 24 personen.

## Lijst van King Kong-attracties
| Naam      | Park                        | Land      | Jaar |
| --------- | --------------------------- | --------- | ---- |
| King Kong | Bobbejaanland               | België    | 2009 |
| King Kong | Le PAL                      | Frankrijk | 2009 |
| King Kong | China Dinosaurs Park        | China     | 2010 |
| King Kong | Vialand                     | Turkije   | 2013 |
| King Kong | Loca Joy Holiday Theme Park | China     | 2013 |
| King Kong | Adventure Island            | Qatar     | 2018 |

## Galerij

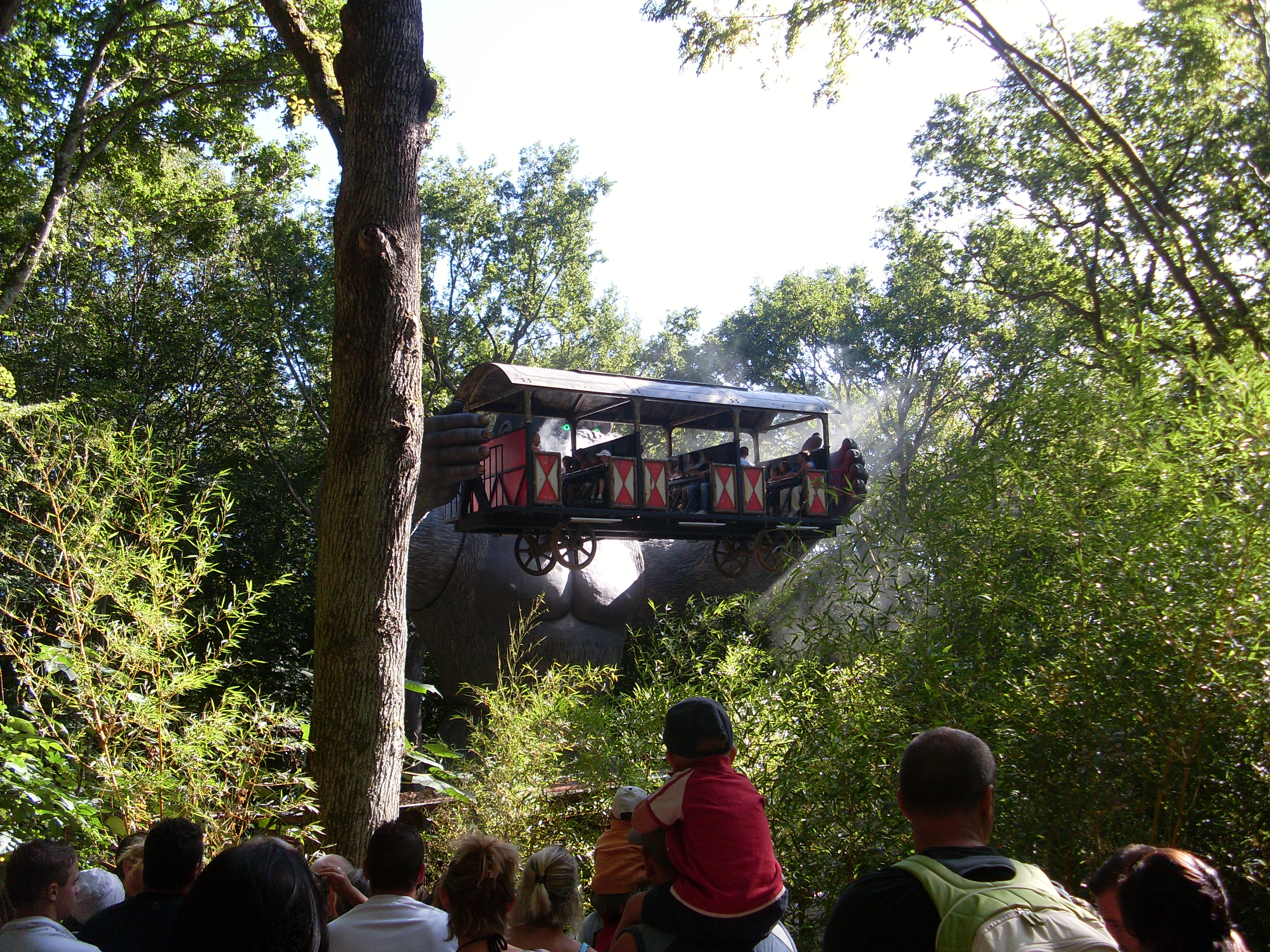
King Kong tijdens de rit, Le PAL
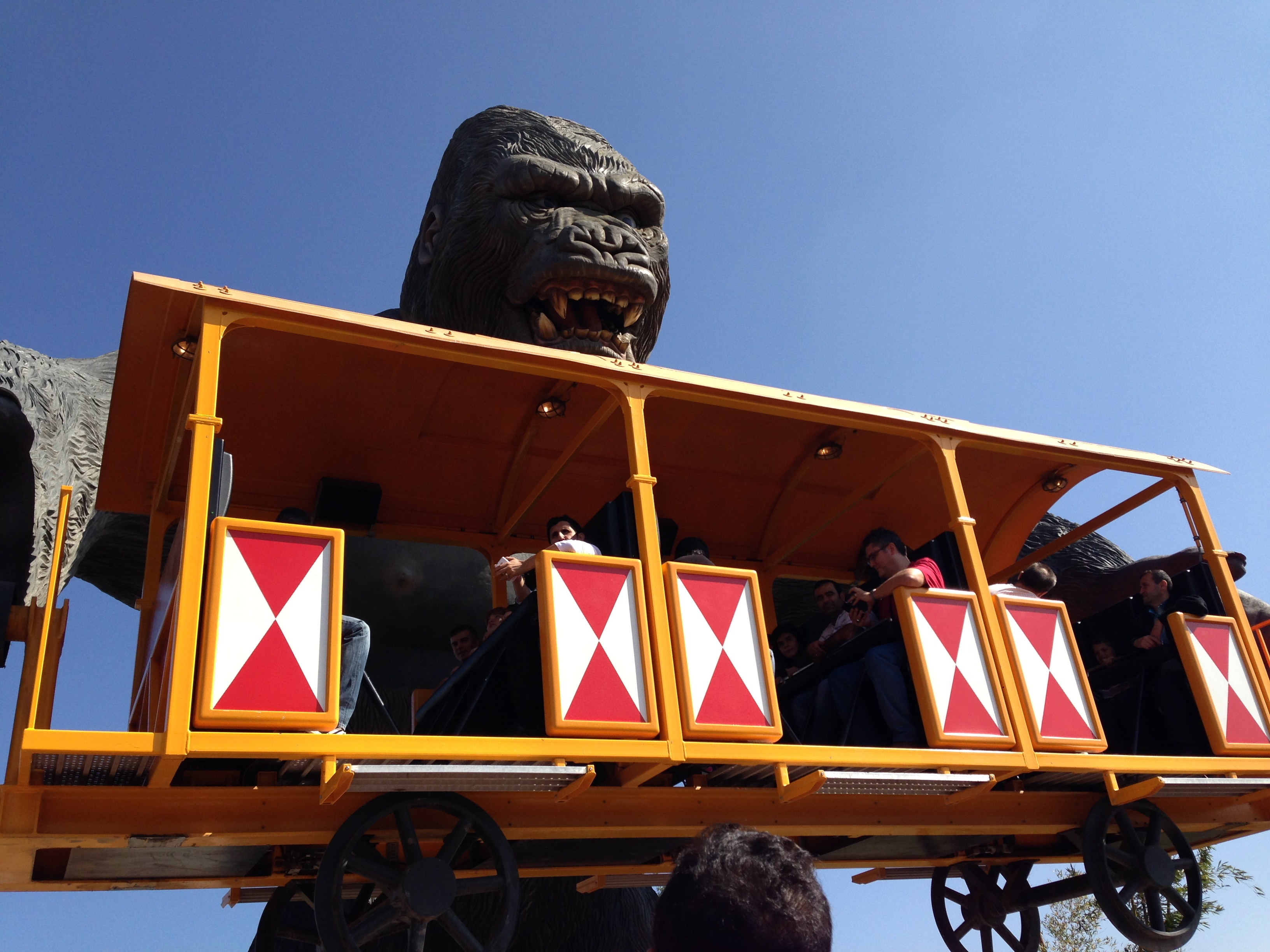
King Kong in Vialand
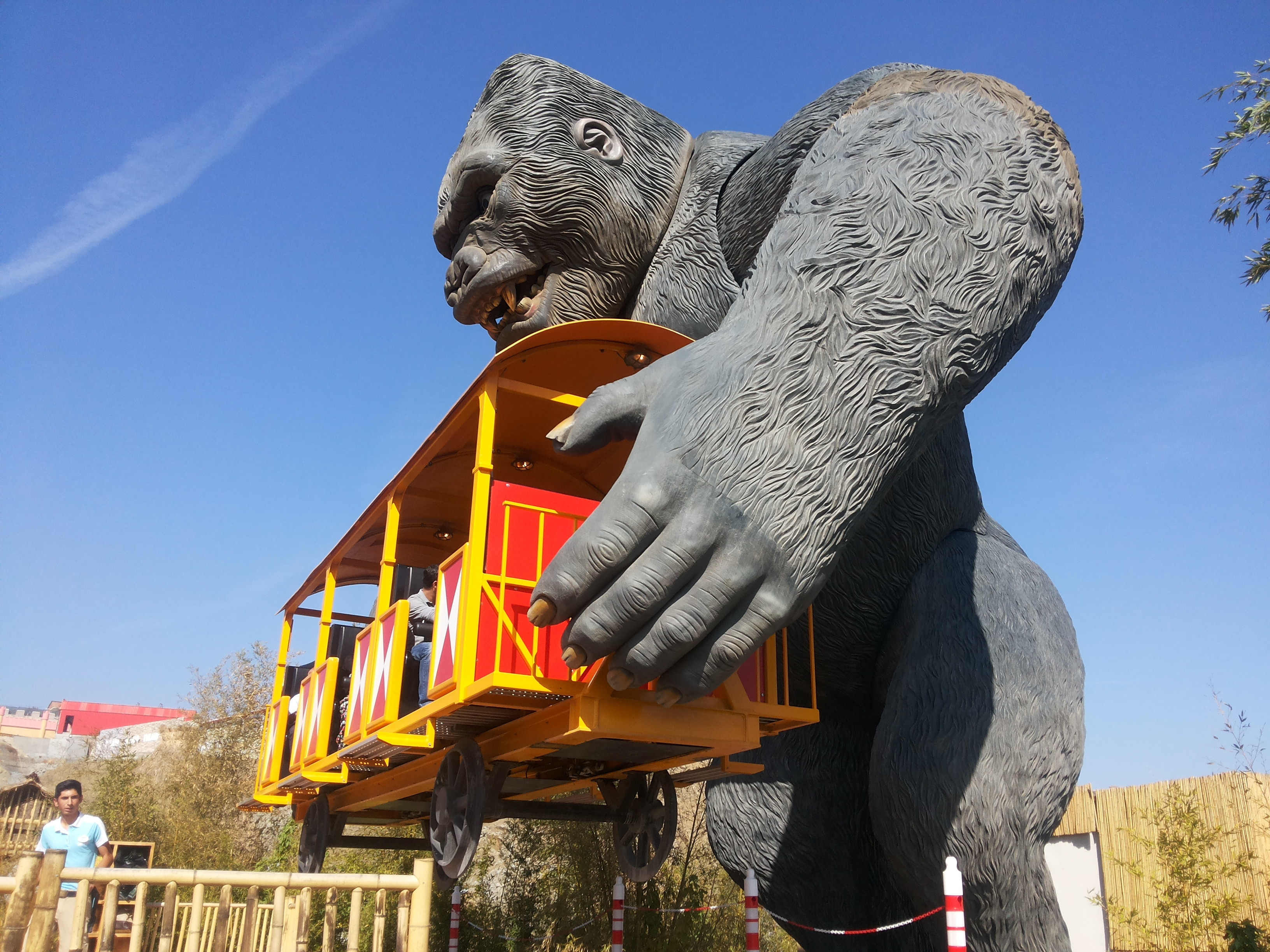
King Kong in Vialand
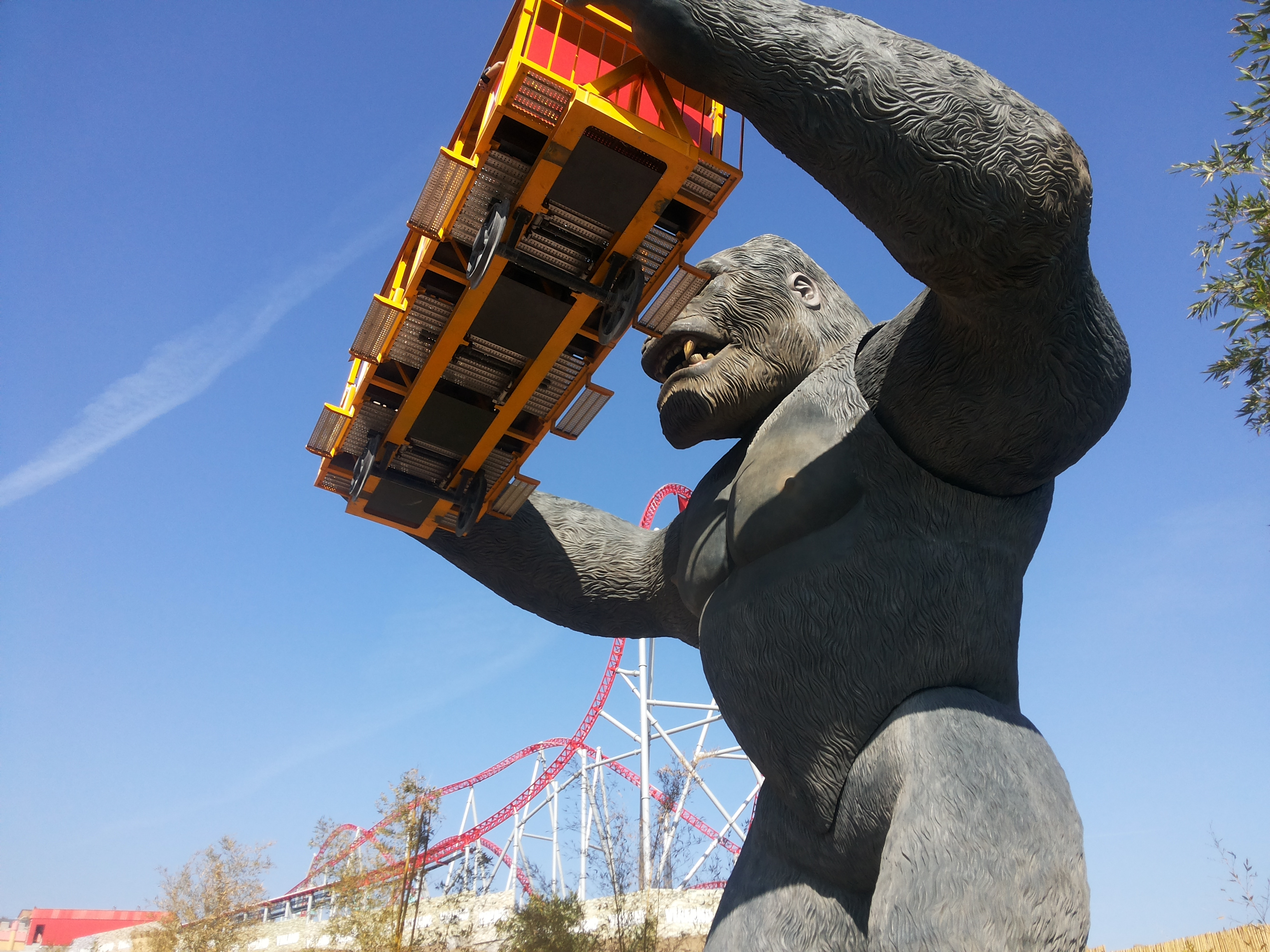
King Kong in Vialand